# جون هاريسون وارتون
جون هاريسون وارتون (بالإنجليزية: John Harrison Wharton)‏ هو مهندس كهربائي أمريكي، ولد في 21 سبتمبر 1954، وتوفي في 14 نوفمبر 2018.